# Serolis antarctica
Serolis antarctica là một loài chân đều trong họ Serolidae. Loài này được Beddard miêu tả khoa học năm 1886.